# Spoorwegbriefkaart
Een spoorwegbriefkaart is een postwaardestuk, dat door spoorwegmaatschappijen werd gebruikt als Kennisgeving van aankomst van goederen. Deze briefkaarten werden door de PTT uitgegeven in opdracht van de spoorwegmaatschappijen. Ze waren bestemd om de ontvanger mee te delen dat er goederen per spoor waren aangekomen. In Nederland zijn ze gebruikt tussen 1872 en (ca.) 1964. Er kwamen in die periode een groot aantal verschillende typen in omloop, soms in grote oplagen. Tegenwoordig worden de spoorwegbriefkaarten verzameld door gespecialiseerde filatelisten.
Spoorwegbriefkaarten zijn ook bekend uit Zuid-Afrika, Zwitserland en Denemarken.

## Catalogus van Geuzendam
Spoorwegbriefkaarten zijn postwaardestukken. Dat wil zeggen dat het poststukken (in dit geval: briefkaarten) zijn met een ingedrukt zegel. Dergelijke postwaardestukken werden in Nederland (uitsluitend) uitgegeven door de PTT.
De meest volledige en ook op dit moment nog in gebruik zijnde catalogus van postwaardestukken is die van Albert Willem ten Geuzendam (1925 – 1997). Hij was postzegelhandelaar in Den Haag, en verzamelaar van poststukken en postwaardestukken. In 1961 verscheen van zijn hand een Catalogus van Postwaardestukken van Nederland en Overzeese Rijksdelen, die in 2008 zijn achtste editie beleefde en die nog altijd “de Geuzendam-catalogus” wordt genoemd. De zevende editie dateerde van 1997. In de “Geuzendam-catalogus” zijn ook de spoorwegbriefkaarten opgenomen (en genummerd). Met ingang van de 8e editie is de nummering ingrijpend gewijzigd.
Deze A.W. ten Geuzendam publiceerde (in 1981) ook een boekje over Particuliere en particulier bedrukte postwaardestukken van Nederland en Overzeese Rijksdelen, dat voor een belangrijk gedeelte aan spoorwegbriefkaarten was gewijd.
Onder particuliere postwaardestukken verstaat Ten Geuzendam stukken die door de Posterijen op speciale bestelling werden geleverd aan particuliere instellingen, bedrijven en personen. Ze vertonen verschillen met normale postwaardestukken en waren niet aan de loketten van de postkantoren te verkrijgen.
Onder particulier bedrukte postwaardestukken verstaat hij normale postwaardestukken, die achteraf op particulier initiatief werden bedrukt om voor bijzondere doeleinden te dienen.
Spoorwegbriefkaarten worden behandeld als speciale categorie, de half ambtelijke spoorwegkaarten. Dit zijn (alweer volgens Geuzendam) “normale postwaardestukken, later bedrukt met diverse teksten voor gebruik door de Spoorwegen (kennisgeving van aankomst van goederen enz.)“. Enkele spoorwegbriefkaarten zijn echter opgenomen onder de “particuliere postwaardestukken”.
Ten Geuzendam was niet de eerste die zich met spoorwegbriefkaarten bezighield. Ir. J.J. Stieltjes (1864 – 1936) schreef al in 1926 in het Nederlandsch Maandblad voor Philatelie over spoorwegbriefkaarten. In 1933 nam W.G. Zwolle de spoorwegbriefkaarten op in zijn Handleiding ten dienste van speciaal verzamelaars van Nederlandsche poststukken. Hij publiceerde ook over nieuw uitgekomen kaarten in de rubriek "Poststukken" in het Maandblad, evenals zijn opvolger, J.H. Broekman.

## Vrachtvervoer over het spoor in Nederland

### Spoorwegmaatschappijen in Nederland tussen 1837 en 1937
De eerste spoorwegonderneming in Nederland, de Hollandsche IJzeren Spoorweg-Maatschappij (HIJSM of HSM), werd in 1837 opgericht. Na de opening van de eerste lijn tussen Amsterdam en Haarlem in 1839 breidde het net zich geleidelijk uit, vooral in het westen en oosten van het land. In 1845 begon de tweede onderneming, de Nederlandsche Rhijnspoorweg-Maatschappij (NRS), de lijn van Amsterdam via Utrecht naar Driebergen te exploiteren. Deze werd doorgetrokken tot Arnhem en Zevenaar. De NRS opende vervolgens de lijnen van Utrecht via Gouda naar Rotterdam en Den Haag en van Leiden naar Woerden. In 1860 werd de Nederlandsche Centraal-Spoorweg-Maatschappij (NCS) opgericht. Die opende in 1863 de lijn van Utrecht via Amersfoort naar Hattem, die in het volgende jaar werd doorgetrokken naar Zwolle. Daarna volgde de lijn van Zwolle naar Kampen. In 1863 werd ook de Maatschappij tot Exploitatie van Staatsspoorwegen (SS) gesticht. Deze staatsonderneming kreeg in vier jaar tijd de beschikking over een spoorwegnet van ca. 600 km. In 1879 was het net gegroeid tot 1000 km. De lijnen van de SS lagen vooral in het zuiden en noorden van het land. In 1869 werd de Noord-Brabantsch-Duitsche Spoorweg-Maatschappij (NBDS) opgericht. Deze opende in 1873 de lijn van Boxtel via Gennep naar Goch in Duitsland. De lijn werd in 1878 doorgetrokken naar Wesel.
Uiteindelijk zouden al deze ondernemingen in 1937 opgaan in één grote onderneming: de N.V. Nederlandsche Spoorwegen. Daar ging een ingewikkelde geschiedenis van fusies, overnames en samenwerking aan vooraf. In 1885 kreeg de NRS de meerderheid van de aandelen van de NCS in handen. In 1890 werd de NRS genationaliseerd en kwamen de lijnen in handen van de SS. Deze stond enkele lijnen af aan de HIJSM. In 1913 werden de eerste stappen gezet van een fusie van NBDS en SS. Deze werd in 1919 afgerond. De twee grote maatschappijen die overbleven - de HIJSM en de SS – gingen vanaf 1 januari 1917 samenwerken onder de naam Nederlandsche Spoorwegen. In 1937 werd uiteindelijk de N.V. Nederlandsche Spoorwegen opgericht.
Al deze ondernemingen vervoerden goederen en hebben gebruikgemaakt van spoorwegbriefkaarten.
Een goede indruk van de omvang van het goederenvervoer (en van het gebruik van spoorwegbriefkaarten) geven de volgende cijfers over de levering van briefkaarten aan vellen aan de SS in de periode 1918 – 1921:
| Datum van uitgifte | Waarde in centen | Aantal gedrukt |
| ------------------ | ---------------- | -------------- |
| 22 januari 1918    | 2 (groen)        | 500.000        |
| 27 mei 1918        | 3 (geel)         | 399.000        |
| 30 augustus 1918   | 2 (roomkl.)      | 300.000        |
| 11 oktober 1918    | 3                | 204.000        |
| 7 januari 1919     | 2                | 218.000        |
| 31 december 1919   | 5                | 400.000        |
| 31 maart 1920      | 5                | 250.000        |
| 30 juni 1920       | 5                | 400.000        |
| 30 september 1920  | 5                | 300.000        |
| 31 maart 1921      | 7½               | 200.000        |
| 30 april 1921      | 7½               | 100.000        |
| 30 juni 1921       | 7½               | 200.000        |

Omtrent de wijze waarop de geadresseerden van de aankomst van goederen moesten worden verwittigd, was het belangrijkste bij wet en reglement vastgesteld.

### Spoorwegwetten van 1859 en 1875
De oudste wetgeving inzake de spoorwegen in Nederland dateert uit 1859. Hierin waren reeds bepalingen omtrent het vervoer van vrachtgoederen opgenomen. In 1871 werd begonnen met de herziening van de Spoorwegwet. Deze nieuwe wet werd in 1875 in de Tweede Kamer behandeld. Omtrent artikel 27, waarin het vervoer van vracht was geregeld, ontstond enige discussie, waaruit duidelijk werd dat de spoorwegondernemingen niet de verplichting opgelegd kregen om te vervoeren goederen af te halen of bij de ontvanger te bezorgen. De gang van zaken m.b.t. het vrachtvervoer werd volgens de wetstekst geregeld “bij algemeenen maatregel van bestuur”.
De algemene maatregel van bestuur kreeg de vorm van het Algemeen Reglement voor het Vervoer (ARV). Het eerste dateert uit 1859 en heette toen nog “Algemeen Reglement voor de Spoorwegdiensten”. In dit eerste reglement was bepaald dat goederen door de spoorwegdienst of door gemeente-ambtenaren zouden worden besteld. De Spoorwegwet van 1875 bracht zoveel veranderingen, dat een geheel nieuw reglement nodig werd geacht. In dit ARV, dat in 1876 tot stand kwam, werd in artikel 58 bepaald:

De bestuurders der spoorwegdienst geven den geadresseerden, hetzij in persoon of aan hun woning of kantoor, schriftelijk kennis van de aankomst der goederen, die niet besteld worden.
Deze kennisgevingen van aankomst worden in de gemeenten, alwaar een besteldienst van den spoorweg is gevestigd, overeenkomstig de voorschriften voor het bestellen der goederen, aan den geadresseerden bezorgd.
Naar gemeenten, waar geen besteldienst van den spoorweg is gevestigd, kunnen de bestuurders der spoorwegdienst die kennisgevingen aan en voor rekening van de geadresseerden franko per post doen verzenden. De kosten van frankering worden als verschot beschouwd.
1°. De goederen moeten, onder voorbehoud van hetgeen hieronder sub 2 is bepaald, binnen den tijd, welke in het tarief als vrij van liggeld wordt vastgesteld en welke niet korter mag zijn dan 24 uuren na ontvangst van de kennisgeving van aankomst, gedurende de daarvoor vastgestelde uren worden weggehaald.

Hier wordt voor het eerst de term “kennisgeving van aankomst” gebruikt, die gedurende 90 jaar de officiële aanduiding van de spoorwegbriefkaarten zou blijven.
Sindsdien is in het ARV, dat nog werd gewijzigd in 1901 en 1928, inzake de kennisgeving van aankomst weinig meer veranderd.

## Voetnoten
1. ↑  van der Flier 1994, p. 100
2. ↑  Stapel 1988, p. 7
3. ↑  Ruud van Capelleveen - “Albert Willem ten Geuzendam” in de online postzegel encyclopedie van Filahome; geraadpleegd 2010-05-24
4. ↑  Over de 8e editie van de “Geuzendam” op de website van “Po & Po” (de Nederlandse Vereniging van Poststukken- en Poststempelverzamelaars); geraadpleegd 2010-05-24
5. ↑  “Particuliere Postwaardestukken” op de website van Po & Po (geraadpleegd 2010-05-24)
6. ↑  Ten Geuzendam 1981, p. 19
7. ↑  Stapel 1988, p. 5/7
8. ↑  De tekst van deze paragraaf is ontleend aan: Stapel 1988, p. 11/12
9. ↑  ontleend aan Stapel 1988, p. 44
10. ↑  Stapel 1988, p. 13 - 19
11. ↑  Stapel 1988, p. 20/1